# Liebe am Fjord
Liebe am Fjord est une série télévisée allemande, diffusée entre 2010 et 2016. Elle compte dix épisodes.

## Diffusion
En France, l'épisode Sog der Gezeiten est diffusé sur M6 le 6 juillet 2016 sous le titre Amour de jeunesse.